# یواس‌اس ترایپ (دی‌دی-۳۳)
یواس‌اس ترایپ (دی‌دی-۳۳) (به انگلیسی: USS Trippe (DD-33)) یک کشتی بود که طول آن ۲۹۳ فوت ۱۰ اینچ (۸۹٫۵۶ متر) بود. این کشتی در سال ۱۹۱۰ ساخته شد.